# Mazda Taiki
La Taiki è una concept car sviluppata dalla Mazda nel 2007 e presentata ufficialmente al Salone dell'automobile di Tokyo. 

## Profilo
La Taiki è stata concepita per mostrare al pubblico le linee guida che spingono la casa di Hiroshima nello sviluppo delle sue vetture sportive in modo più sostenibile possibile. La vettura è stata disegnata da Joseph Reeve sotto la supervisione di Atsuhiko Yamada, il concetto su cui si sviluppa questa vettura è l'efficienza aerodinamica, il nome stesso del veicolo significa atmosfera in giapponese; grazie a studi approfonditi gli ingegneri sono riusciti ad arrivare ad un coefficiente di resistenza aerodinamica di 0,25.
La vettura è spinta da un propulsore rotativo di tipo Wankel da 1,6 litri chiamato 16X, destinato a sostituire il Renesis 13B montato sull'auto di serie RX-8.